# Kernel Nutt, the Janitor
Kernel Nutt, the Janitor è un cortometraggio muto del 1916 diretto da C.J. Williams.
Primo episodio della serie Vitagraph Kernel Nutt.

## Produzione
Il film fu prodotto dalla Vitagraph Company of America.

## Distribuzione
Distribuito dalla V-L-S-E, il film - un cortometraggio in una bobina - uscì nelle sale cinematografiche statunitensi il 15 maggio 1916.